# 王林 (作家)
王林（1908年—1984年），原名王弢，男，河北衡水人，中國现代作家。

## 生平
1925年赴北京就讀中學，1930年入中國共產主義青年團，參加學運遭捕，同年入青島大學外文系。1931年加入中國共產黨，青島大學地下黨支書記。七七事變後，王林返鄉抗日，參加呂正操的冀中人民自衛軍。1942年日軍對冀中發動「五一大掃蕩」，王林時任冀中文建會副主任，接令撤離，但要求留下，在戰亂中完成小說《腹地》。1949年9月30日，《腹地》由天津新華書店出版，引起巨大反響。但隨後遭到《文藝報》副主編陳企霞批判，並不得再版，成為中華人民共和國成立之後第一本被批判後不得再出版的小說。1985年，由解放軍文藝出版社出了新版，但內容已修改甚多，而王林已於前一年去世。2007年，解放軍出版社再出版1949年版本的《腹地》。